# Illiberis sinensis
Illiberis sinensis es una especie de mariposa de la familia Zygaenidae.
Fue descrita científicamente por Walker en 1854.